# Cylindromyrmex meinerti
Cylindromyrmex meinerti är en myrart som beskrevs av Auguste-Henri Forel 1905. Cylindromyrmex meinerti ingår i släktet Cylindromyrmex och familjen myror. Inga underarter finns listade i Catalogue of Life.

## Bildgalleri

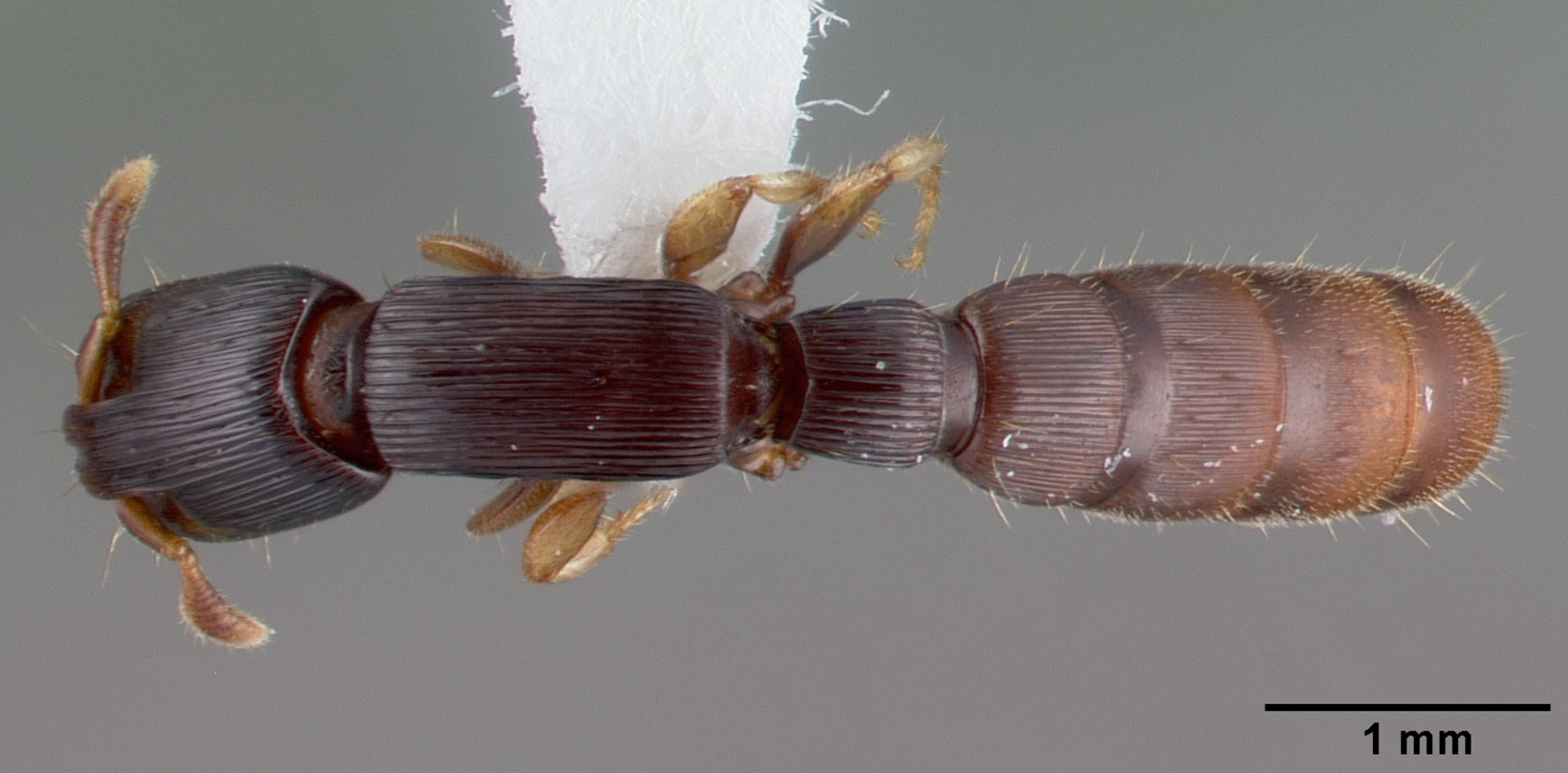
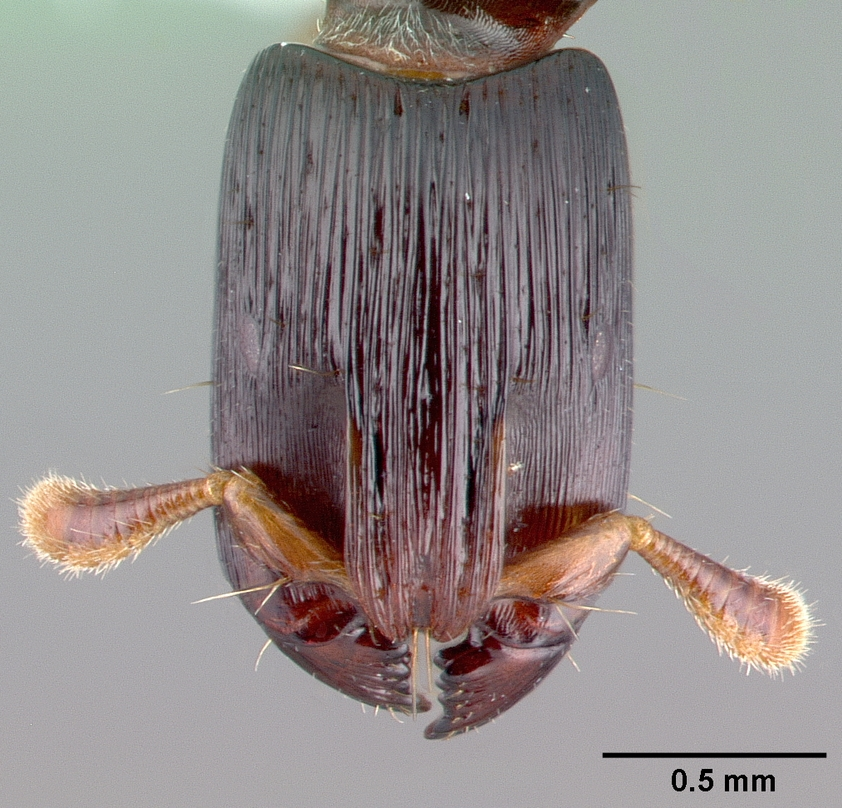
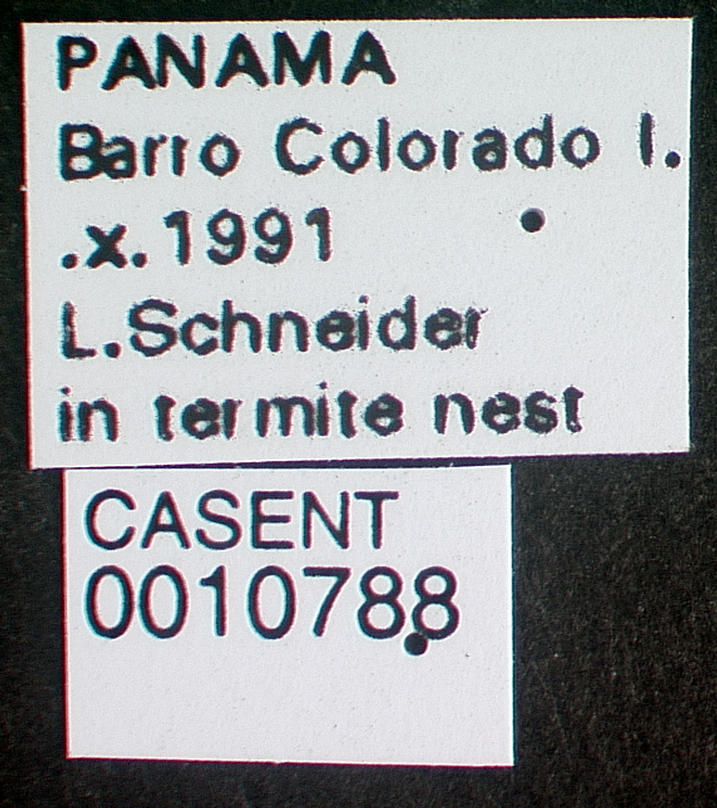
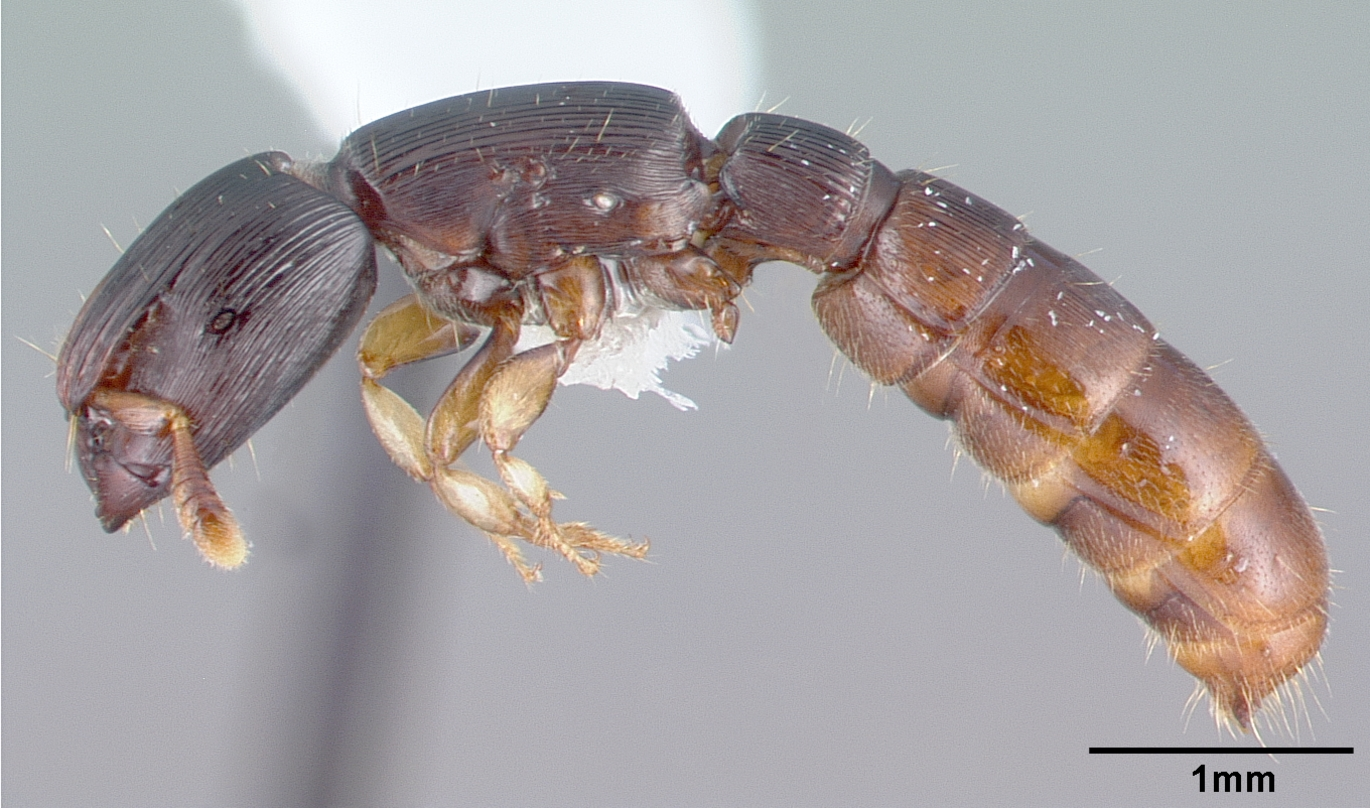